# Knalleland

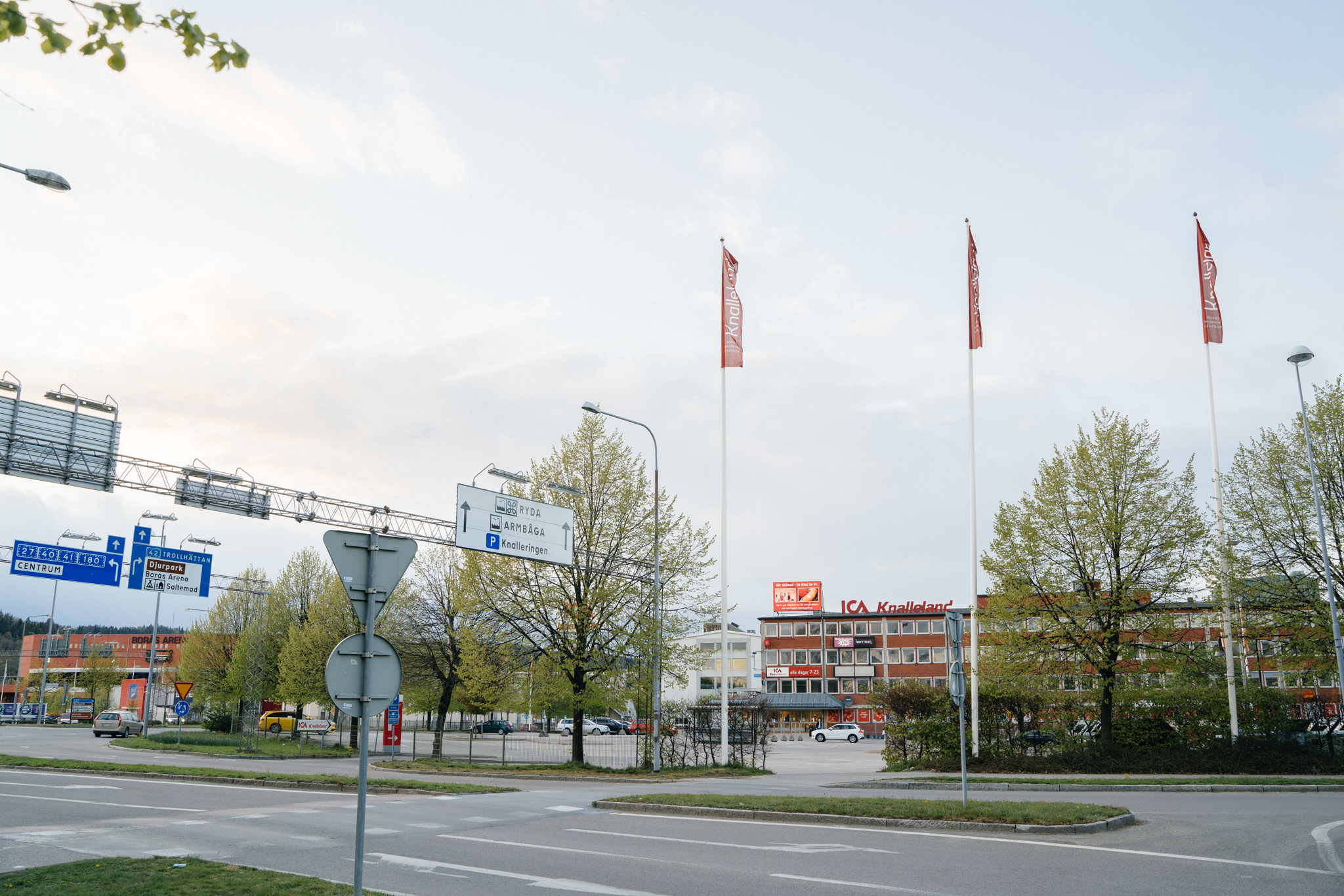
Köpcentrumet Knalleland i Borås, Sverige.

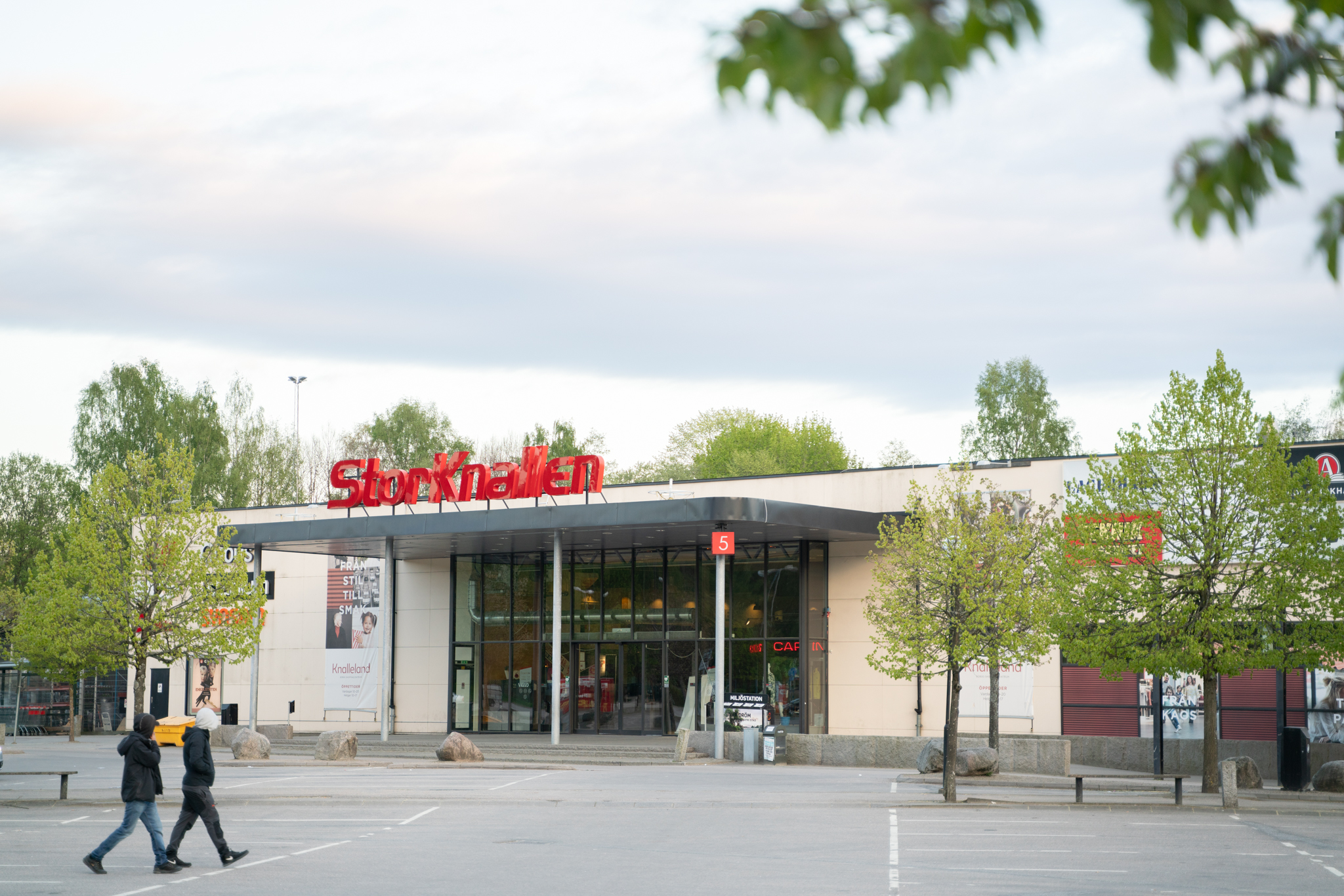
"Storknallen", en av de olika fastigheterna som bildar Knalleland.

Knalleland är ett köpcentrum i Borås med ca 39 butiker.
I köpcentrumet finns bland andra butikerna Akademibokhandeln, Björkåsecondhand,  Brothers, Carlings, Cassels, Dressmann, H&M, Kappahl, Kicks, Kjell & Company, Lindex, Rusta och Stadium samt gymkedjorna Fitness24Seven, Nordic Wellness och STC. Från starten 1975 och under 1980-talet hade de stora postorderföretagen från Borås egna butiker i Knalleland, däribland Ellos, Josefssons och Haléns. På området finns två gallerior Knallerian och Storknallen. 
Bredvid Knalleland ligger IF Elfsborgs gamla fotbollsarena Ryavallen och även klubbens nya Borås Arena. I närheten finns också Borås djurpark och Borås Camping.
Bredvid Knalleland finns Knallelands station som ligger på Älvsborgsbanan.

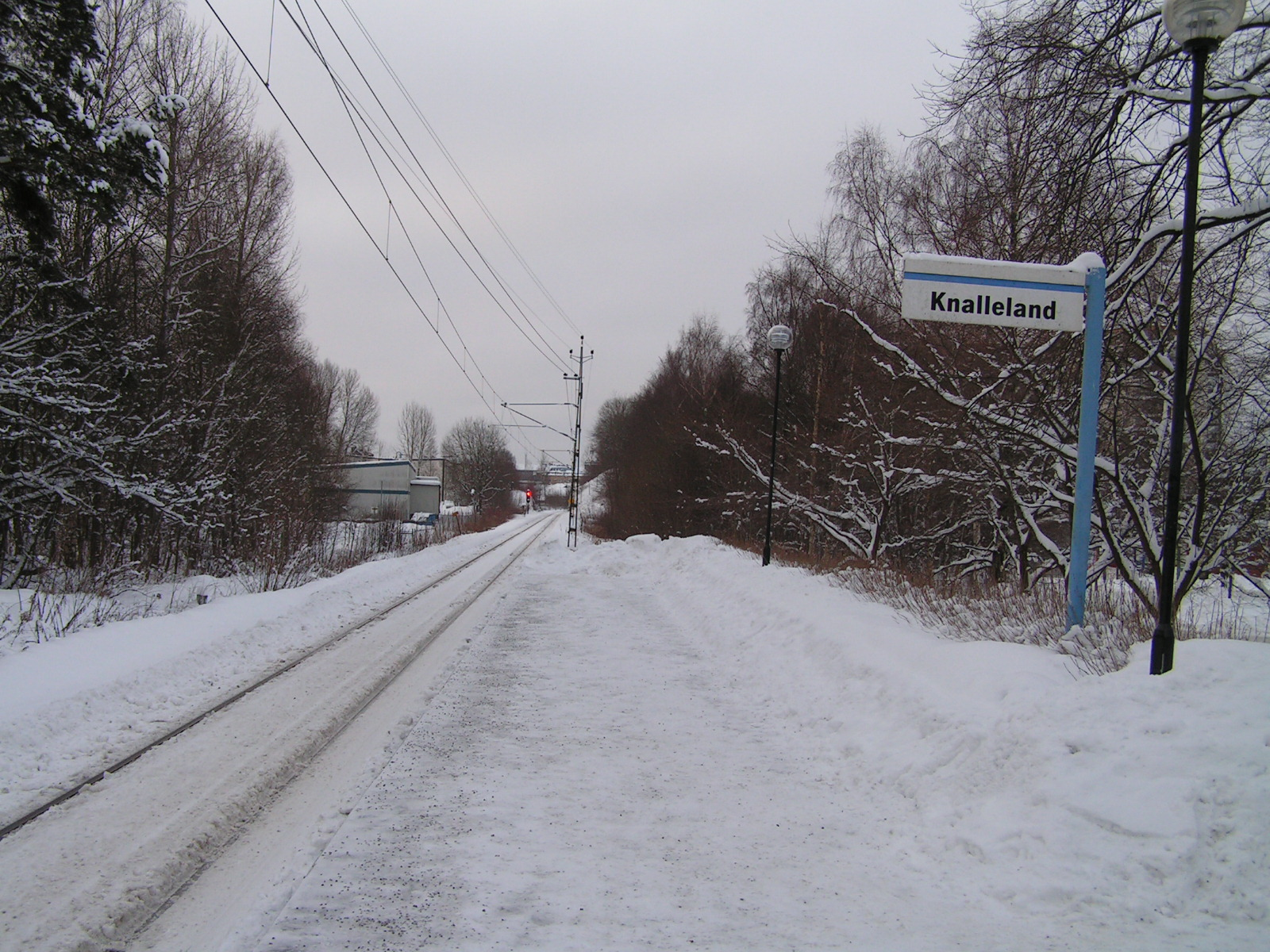
Knalleland station
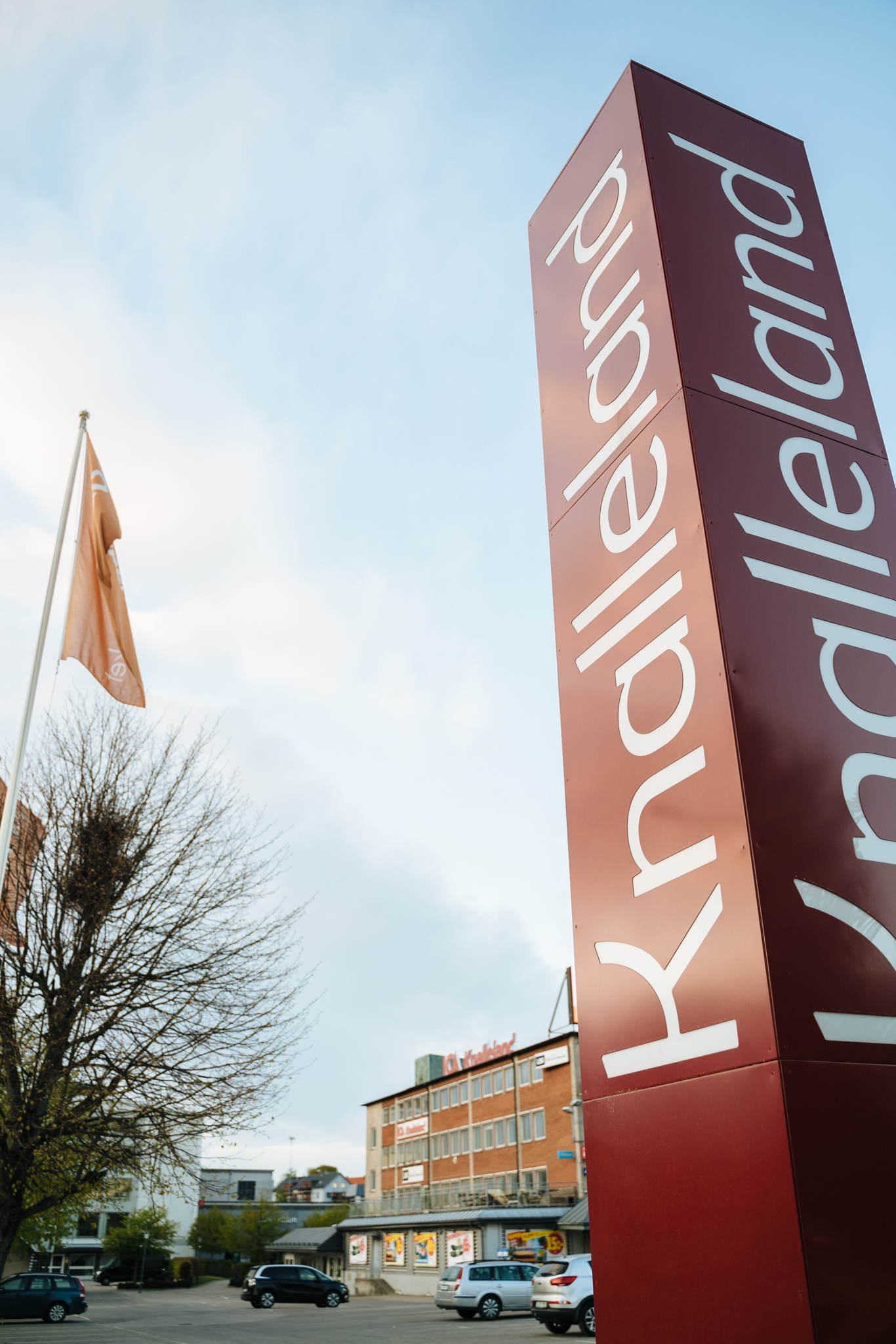
Infarten till Knalleland, med ICA Knalleland i bakgrunden.